# Karen Williams
Karen Williams (verheiratete Ford; * 10. Januar 1960) ist eine ehemalige britische Sprinterin und Mittelstreckenläuferin.
1978 wurde sie bei den Commonwealth Games in Edmonton Sechste über 400 m. Mit der schottischen Mannschaft wurde sie Siebte in der 4-mal-100-Meter-Staffel und Vierte in der 4-mal-400-Meter-Staffel. Bei den Leichtathletik-Europameisterschaften in Prag kam sie mit der britischen 4-mal-400-Meter-Stafette auf den vierten Platz.
1978 sowie 1979 wurde sie Schottische Meisterin über 400 m und 1981 über 800 m.

## Persönliche Bestzeiten
- 100 m: 12,0 s, 1978
- 200 m: 24,5 s, 1978
- 400 m: 52,98 s, 6. August 1978, Edmonton
- 800 m: 2:06,0	min, 7. Juli 1979, Grangemouth